# Thomas FitzGerald, VII conde de Desmond
Thomas FitzJames Fitzgerald, VII conde de Desmond (muerto en 1467/68), llamado 'Thomas de Drogheda', y también sabido como el Gran Conde, era hijo de James FitzGerald, VI conde de Desmond y Mary de Burgh. Fue lord Diputado de Irlanda para el duque de Clarence de 1463 a su muerte, y en 1464 fundó la Universidad de Youghal. Su plan para fundar una universidad en Drogheda fracasó debido a su asesinato judicial.

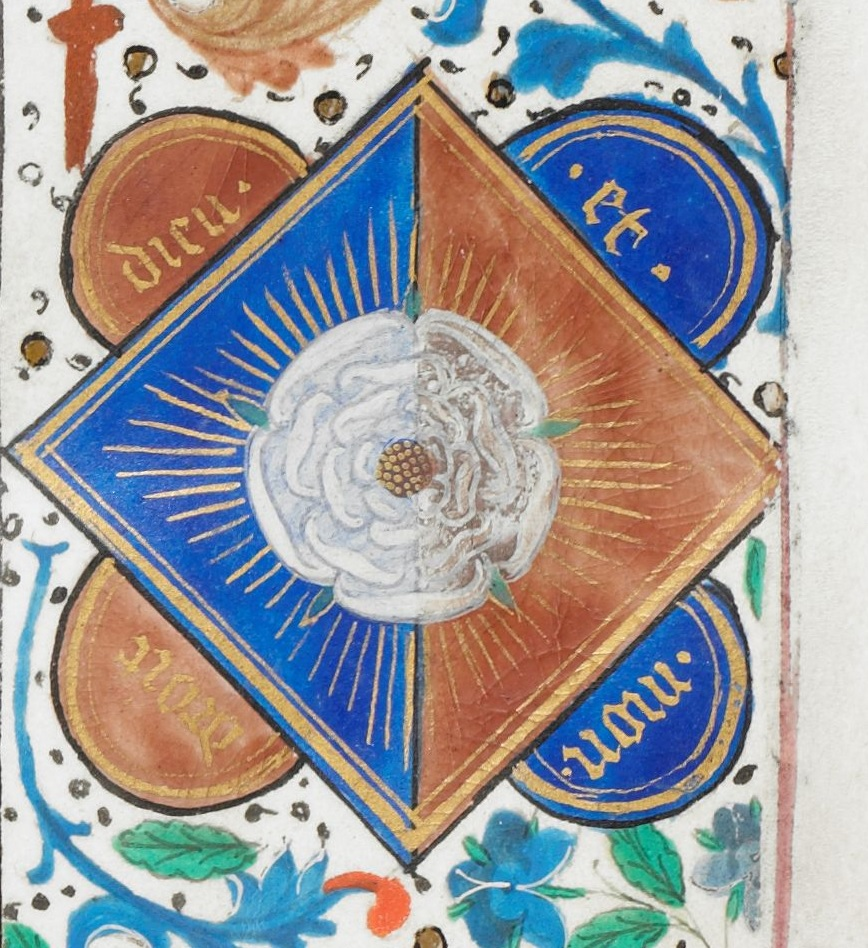
Rosa blanca de York, de un manuscrito de Eduardo IV de Inglaterra

## Carrera política
A la muerte de su padre, James Fitzgerald, VI conde de Desmond, en 1462, Thomas FitzJames Fitzgerald, se convirtió en el VII conde de Desmond. Ese mismo año Desmond, habiéndose alineado como su padre, con la Casa de York, sofocó una invasión Lancastriana de Irlanda por John y Thomas Butler, hermanos del conde de Ormond. La memoria local dice que la batalla de Piltown fue tan violenta que el río local corrió rojo con sangre, de ahí los nombres de Pill River y Pilltown (Baile an Phuill– Ciudad de la sangre). Piltown fue la única batalla de las guerras de las Rosas luchada en Irlanda.
En agradecimiento, al año siguiente Eduardo IV nombró a Desmond lord Diputado bajo el Duque de Clarence. Desmond construyó castillos alrededor de la Empalizada, y continuó la contienda hereditaria con los Butlers. En 1464  fundó la iglesia colegial en Youghal.

## Caída y muerte

Irlanda c. 1450, mostrando el condado Yorkista de Desmond y su rival Lancastriano de Ormond

En 1466 sufrió una grave derrota en una expedición a Offaly, que debilitó permanentemente la defensa de la Empalizada. Era querido en Irlanda por su defensa del pueblo irlandés contra las dificultades creadas por la ley inglesa – el parlamento de la Empalizada había aprobado un acta en 1465 por el que todo irlandés que viviera en la Empalizada debería vestir y afeitarse como los ingleses y tomar un apellido inglés como el nombre de una ciudad, o colores como Black, Brown, Green o White, o de un oficio como Smith, Carpenter, Thatcher, o perdería sus bienes. Otra medida prohibió la pesca en los mares de las costas de Irlanda porque esto haría prósperos a los irlandeses. Otro estableció que era lícito decapitar a 'ladrones' encontrados atracando "o yendo o viniendo de alguna parte" a no ser que fueran acompañados por un inglés. Al llevar la cabeza al alcalde de la ciudad más cercana, se pagaría 'dinero de cabeza'.
Desmond fue el defensor principal de los irlandeses contra tales exacciones. Tras su asesinato, en 1468 Eduardo IV reemplazó a Desmond como Lord Diputado con John Tiptoft, conde de Worcester, un servidor de la Corona notorio por su crueldad e impiedad, conocido como  "el carnicero de Inglaterra".
Acusado por sus enemigos políticos de traición, por ayudar a los irlandeses contra los súbditos del rey, así como por extorsión, Desmond asistió a un parlamento celebrado en Drogheda. Él, junto con Thomas FitzGerald, VII conde de Kildare, fue condenado por traición. El hecho que Desmond hubiera sido capturado en un Priorato, en ruptura del derecho de santuario, causó especial indignación. Desmond fue decapitado sumariamente, mientras que Kildare logró huir a Inglaterra para defender su caso ante el rey. Desmond fue enterrado en la iglesia de St. Peter, Drogheda, y después trasladado a Christ Church, Dublín.
La muerte de Desmond impresionó a la nación: "muerto por las espadas del malvados, o podría decir un mártir" escribió un cronista. Algunos relatos afirman que Tiptoft también asesinó a dos de los hijos pequeños de Desmond, que asistían a la escuela en Drogheda. Los Geraldines de Munster invadieron la Empalizada. No deseando ver una revuelta similar en Leinster, Eduardo revocó el attainder contra ambos Kildare y Desmond. A pesar de que el heredero de Desmond fue autorizado a suceder a las tierras y el título de su padre, las relaciones entre la Corona y los Desmond permanecieron extrañadas durante décadas.
La causa precisa de su caída permanece en el misterio. Hubo rumores vagos de que estaba implicado en un complot contra Tiptoft, que no era ciertamente no un hombre que diera a sus enemigos el beneficio de la duda, e incluso rumores más imprecisos que Desmond podría estar planeando convertirse en rey de Irlanda. Aparte de Tiptoft,  tenía otro enemigo poderoso en William Sherwood, Obispo de Meath, un hombre tan cruel como Tiptoft, que se cree que pudo haber puesto a Tiptoft en contra de Desmond. Los relatos posteriores sugirieren que la esposa de Eduardo IV, Elizabeth Woodville, fue la principal instigadora, habiéndose sentido ofendida por algún comentario poco delicado de Desmond. La Reina era indudablemente una enemiga formidable: el biógrafo de su marido la describe como una mujer fría y calculadora por naturaleza, "rápida en tomar ofensa y reticente en perdonar" pero no hay evidencia contemporánea de peleas entre ella y Desmond. Un relato afirma que la reina estaba celosa de la influencia de Desmond sobre su marido.

## Reputación
Desmond ha sido alabado por historiadores modernos como figura versátil y atractiva. Era guapo, afable, hospitalario y cultivado: "un magnate del Renacimiento con un toque irlandés".

## Matrimonio y descendencia
El 22 de agosto de 1455, Thomas se casó con Ellice de Barry, hija de William Barry, Barón Barry, y Ellen de la Roche, y  tuvieron siete hijos y dos hijas:
1. James FitzGerald, VIII conde de Desmond.
2. Maurice FitzGerald, IX conde de Desmond.
3. Lady Katherine Fitzgerald, casado Finghin MacCarthy Reagh, VIII Príncipe de Carbery.
4. Thomas FitzGerald, XI conde de Desmond.
5. Unnamed Chico #1, quién estuvo asesinado por John Tiptoft, 1.º Conde de Worcester.[10]
6. Unnamed Chico #2, quién estuvo asesinado por John Tiptoft, 1.º Conde de Worcester.[10]
7. John FitzGerald, de facto XII conde de Desmond.
8. Ellen Fitzgerald, casado 1) Thomas Butler de Caher, 2) Turlogh Mac I Brien Ara, de Duharra, Obispo de Killaloe.
9. Gerald Oge Fitzgerald de Macollop, c.1464.